# WTA-toernooi van Palermo
Het WTA-toernooi van Palermo is een tennistoernooi voor vrouwen dat wordt georganiseerd in de Italiaanse stad Palermo. De officiële naam van het toernooi is Palermo Ladies Open.
De WTA organiseert het toernooi dat in de categorie "International" valt en wordt gespeeld op gravel. De eerste editie werd in 1988 gehouden. Pas in 1990 verkreeg het toernooi een WTA-categorie: Tier IV. In de periode 2001 t/m 2004 was het tijdelijk gedegradeerd tot Tier V; daarna keerde het terug als Tier IV tot de algehele categoriewijziging in 2009 waarbij het toernooi in de categorie International werd geplaatst, tot en met de editie van 2013. Gedurende vijf jaren (2014–2018) vond in Palermo geen WTA-toernooi plaats, om in 2019 terug te keren op de WTA-kalender, ongewijzigd in de categorie International (die in 2021 categoraal werd omgedoopt naar WTA 250).

## Officiële toernooinamen
In de individuele toernooi-jaren heeft de aanduiding nogal gevarieerd: met of zonder Torneo, variërend Internazionali, Internationali, Internationale of International, met of zonder Femminili, met of zonder di Tennis, met of zonder di Palermo. Maar in wezen ging het (tot en met 2011) steeds om dezelfde toernooinaam.
In 2012 en 2013 werd het toernooi aangeduid met Italiacom Open, sinds 2019 met Palermo Ladies Open.

## Meervoudig winnaressen enkelspel
| speelster               | aantal titels | in de jaren           |
| ----------------------- | ------------- | --------------------- |
| Anabel Medina Garrigues | 5             | 2001, 2004–2006, 2011 |
| Mary Pierce             | 2             | 1991, 1992            |
| Irina Spîrlea           | 2             | 1994, 1995            |
| Sara Errani             | 2             | 2008, 2012            |
| Zheng Qinwen            | 2             | 2023, 2024            |

## Enkel- en dubbelspeltitel in één jaar
| speelster               | in het jaar |
| ----------------------- | ----------- |
| Mary Pierce             | 1991        |
| Barbara Schett          | 1996        |
| Anabel Medina Garrigues | 2004        |
| Sara Errani             | 2008        |

## Finales

### Enkelspel
| Datum      | Naam                          | Cat.          | ($)           | Ondergrond     | Winnares                | Verliezend finaliste | Uitslag       |               |
| ---------- | ----------------------------- | ------------- | ------------- | -------------- | ----------------------- | -------------------- | ------------- | ------------- |
| 1988-08-08 | Int'nali Femminili di Palermo | non-WTA       |               | gravel, buiten | Karin Kschwendt         | Marzia Grossi        | 4-6, 6-0, 6-1 |               |
| 1989-04-10 | Int'nali Femminili di Palermo | non-WTA       |               | gravel, buiten | Janine Thompson         | Laura Golarsa        | 6-2, 6-7, 6-4 |               |
| 1990-07-09 | Int'nali Femminili di Palermo | Tier IV       | 75.000        | gravel, buiten | Isabel Cueto            | Barbara Paulus       | 6-2, 6-2      | details       |
| 1991-07-08 | Int'nali Femminili di Palermo | Tier IV       | 75.000        | gravel, buiten | Mary Pierce             | Sandra Cecchini      | 6-0, 6-3      | details       |
| 1992-07-06 | Int'nali Femminili di Palermo | Tier IV       | 100.000       | gravel, buiten | Mary Pierce             | Brenda Schultz       | 6-1, 6-7, 6-1 | details       |
| 1993-07-05 | Int'nali Femminili di Palermo | Tier IV       | 100.000       | gravel, buiten | Radka Bobková           | Mary Pierce          | 6-3, 6-2      | details       |
| 1994-07-04 | Int'nali Femminili di Palermo | Tier IV       | 100.000       | gravel, buiten | Irina Spîrlea           | Brenda Schultz       | 6-4, 1-6, 7-6 | details       |
| 1995-07-10 | Int'nali Femminili di Palermo | Tier IV       | 107.500       | gravel, buiten | Irina Spîrlea           | Sabine Hack          | 7-6, 6-2      | details       |
| 1996-07-15 | Int'nali Femminili di Palermo | Tier IV       | 107.500       | gravel, buiten | Barbara Schett          | Sabine Hack          | 6-3, 6-3      | details       |
| 1997-07-14 | Int'nali Femminili di Palermo | Tier IV       | 163.000       | gravel, buiten | Sandrine Testud         | Jelena Makarova      | 7-5, 6-3      | details       |
| 1998-07-13 | Int'nali Femminili di Palermo | Tier IV       | 107.500       | gravel, buiten | Patty Schnyder          | Barbara Schett       | 6-1, 5-7, 6-2 | details       |
| 1999-07-12 | Int'nali Femminili di Palermo | Tier IVa      | 142.500       | gravel, buiten | Anastasija Myskina      | Ángeles Montolio     | 3-6, 7-6, 6-2 | details       |
| 2000-07-10 | Int'nali Femminili di Palermo | Tier IVb      | 110.000       | gravel, buiten | Henrieta Nagyová        | Pavlina Nola         | 6-3, 7-5      | details       |
| 2001-07-09 | Int'nali Femminili di Palermo | Tier V        | 110.000       | gravel, buiten | Anabel Medina Garrigues | Cristina Torrens     | 6-4, 6-4      | details       |
| 2002-07-08 | Int'nali Femminili di Palermo | Tier V        | 110.000       | gravel, buiten | Mariana Díaz Oliva      | Vera Zvonarjova      | 6-7, 6-1, 6-3 | details       |
| 2003-07-07 | Int'nali Femminili di Palermo | Tier V        | 110.000       | gravel, buiten | Dinara Safina           | Katarina Srebotnik   | 6-3, 6-4      | details       |
| 2004-07-19 | Int'nali Femminili di Palermo | Tier V        | 110.000       | gravel, buiten | Anabel Medina Garrigues | Flavia Pennetta      | 6-4, 6-4      | details       |
| 2005-07-18 | Int'nali Femminili di Palermo | Tier IV       | 140.000       | gravel, buiten | Anabel Medina Garrigues | Klára Koukalová      | 6-4, 6-0      | details       |
| 2006-07-17 | Int'nali Femminili di Palermo | Tier IV       | 145.000       | gravel, buiten | Anabel Medina Garrigues | Tathiana Garbin      | 6-4, 6-4      | details       |
| 2007-07-16 | Int'nali Femminili di Palermo | Tier IV       | 145.000       | gravel, buiten | Ágnes Szávay            | Martina Müller       | 6-0, 6-1      | details       |
| 2008-07-07 | Int'nali Femminili di Palermo | Tier IV       | 145.000       | gravel, buiten | Sara Errani             | Marija Koryttseva    | 6-2, 6-3      | details       |
| 2009-07-13 | Int'nali Femminili di Palermo | International | 220.000       | gravel, buiten | Flavia Pennetta         | Sara Errani          | 6-1, 6-2      | details       |
| 2010-07-12 | Int'nali Femminili di Palermo | International | 220.000       | gravel, buiten | Kaia Kanepi             | Flavia Pennetta      | 6-4, 6-3      | details       |
| 2011-07-11 | Int'nali Femminili di Palermo | International | 220.000       | gravel, buiten | Anabel Medina Garrigues | Polona Hercog        | 6-3, 6-2      | details       |
| 2012-07-09 | Italiacom Open                | International | 220.000       | gravel, buiten | Sara Errani             | Barbora Záhlavová    | 6-1, 6-3      | details       |
| 2013-07-08 | Italiacom Open                | International | 235.000       | gravel, buiten | Roberta Vinci           | Sara Errani          | 6-3, 3-6, 6-3 | details       |
| 2014–2018  | geen toernooi                 | geen toernooi | geen toernooi | geen toernooi  | geen toernooi           | geen toernooi        | geen toernooi | geen toernooi |
| 2019-07-22 | Palermo Ladies Open           | International | 250.000       | gravel, buiten | Jil Teichmann           | Kiki Bertens         | 7-6, 6-2      | details       |
| 2020-08-03 | Palermo Ladies Open           | International | 202.250       | gravel, buiten | Fiona Ferro             | Anett Kontaveit      | 6-2, 7-5      | details       |
| 2021-07-19 | Palermo Ladies Open           | WTA 250       | 235.238       | gravel, buiten | Danielle Collins        | Elena Gabriela Ruse  | 6-4, 6-2      | details       |
| 2022-07-18 | Palermo Ladies Open           | WTA 250       | 251.750       | gravel, buiten | Irina-Camelia Begu      | Lucia Bronzetti      | 6-2, 6-2      | details       |
| 2023-07-17 | Palermo Ladies Open           | WTA 250       | 259.303       | gravel, buiten | Zheng Qinwen            | Jasmine Paolini      | 6-4, 1-6, 6-1 | details       |
| 2024-07-15 | Palermo Ladies Open           | WTA 250       | 267.082       | gravel, buiten | Zheng Qinwen            | Karolína Muchová     | 6-4, 4-6, 6-2 | details       |

### Dubbelspel
| Datum      | Naam                          | Cat.          | ($)           | Ondergrond     | Winnaressen                                | Verliezend finalistes                     | Uitslag          |               |
| ---------- | ----------------------------- | ------------- | ------------- | -------------- | ------------------------------------------ | ----------------------------------------- | ---------------- | ------------- |
| 1988-08-08 | Int'nali Femminili di Palermo | non-WTA       |               | gravel, buiten | Janet Souto Rosa Bielsa                    | Allison Cooper Mary Norwood               | 6-3, 2-6, 7-5    |               |
| 1989-04-10 | Int'nali Femminili di Palermo | non-WTA       |               | gravel, buiten | Barbara Romanò Marzia Grossi               | Rachel McQuillan Kristine Radford         | 6-3, 6-2         |               |
| 1990-07-09 | Int'nali Femminili di Palermo | Tier IV       | 75.000        | gravel, buiten | Laura Garrone Karin Kschwendt              | Florencia Labat Barbara Romanò            | 6-2, 6-4         | details       |
| 1991-07-08 | Int'nali Femminili di Palermo | Tier IV       | 75.000        | gravel, buiten | Petra Langrová Mary Pierce                 | Laura Garrone Mercedes Paz                | 6-3, 6-7, 6-3    | details       |
| 1992-07-06 | Int'nali Femminili di Palermo | Tier IV       | 100.000       | gravel, buiten | Halle Cioffi María José Gaidano            | Petra Langrová Ana Segura                 | 6-3, 4-6, 6-3    | details       |
| 1993-07-05 | Int'nali Femminili di Palermo | Tier IV       | 100.000       | gravel, buiten | Karin Kschwendt Natalia Medvedeva          | Silvia Farina Brenda Schultz              | 6-4, 7-6         | details       |
| 1994-07-04 | Int'nali Femminili di Palermo | Tier IV       | 100.000       | gravel, buiten | Ruxandra Dragomir Laura Garrone            | Alice Canepa Giulia Casoni                | 6-1, 6-0         | details       |
| 1995-07-10 | Int'nali Femminili di Palermo | Tier IV       | 107.500       | gravel, buiten | Radka Bobková Petra Langrová               | Petra Schwarz K Studeníková               | 6-4, 6-1         | details       |
| 1996-07-15 | Int'nali Femminili di Palermo | Tier IV       | 107.500       | gravel, buiten | Janette Husárová Barbara Schett            | Florencia Labat Barbara Rittner           | 6-1, 6-2         | details       |
| 1997-07-14 | Int'nali Femminili di Palermo | Tier IV       | 163.000       | gravel, buiten | Silvia Farina Barbara Schett               | Florencia Labat Mercedes Paz              | 2-6, 6-1, 6-4    | details       |
| 1998-07-13 | Int'nali Femminili di Palermo | Tier IV       | 107.500       | gravel, buiten | Pavlina Stoyanova Elena Wagner             | Barbara Schett Patty Schnyder             | 6-4, 6-2         | details       |
| 1999-07-12 | Int'nali Femminili di Palermo | Tier IVa      | 142.500       | gravel, buiten | Tina Križan Katarina Srebotnik             | Åsa Carlsson Sonya Jeyaseelan             | 4-6, 6-3, 6-0    | details       |
| 2000-07-10 | Int'nali Femminili di Palermo | Tier IVb      | 110.000       | gravel, buiten | Silvia Farina Rita Grande                  | Ruxandra Dragomir V Ruano Pascual         | 6-4, 0-6, 7-6    | details       |
| 2001-07-09 | Int'nali Femminili di Palermo | Tier V        | 110.000       | gravel, buiten | Tathiana Garbin Janette Husárová           | MJ Martínez Sánchez A Medina Garrigues    | 4-6, 6-2, 6-4    | details       |
| 2002-07-08 | Int'nali Femminili di Palermo | Tier V        | 110.000       | gravel, buiten | Jevgenia Koelikovskaja Jekaterina Sysojeva | Ljoebomira Batsjeva Angelika Rösch        | 6-4, 6-3         | details       |
| 2003-07-07 | Int'nali Femminili di Palermo | Tier V        | 110.000       | gravel, buiten | Ad Serra Zanetti Emily Stellato            | MJ Martínez Sánchez A Parra Santonja      | 6-4, 6-2         | details       |
| 2004-07-19 | Int'nali Femminili di Palermo | Tier V        | 110.000       | gravel, buiten | Anabel Medina Garrigues Arantxa Sánchez    | Ľubomíra Kurhajcová Henrieta Nagyová      | 6-3, 7-6         | details       |
| 2005-07-18 | Int'nali Femminili di Palermo | Tier IV       | 140.000       | gravel, buiten | Giulia Casoni Marija Koryttseva            | Klaudia Jans Alicja Rosolska              | 4-6, 6-3, 7-5    | details       |
| 2006-07-17 | Int'nali Femminili di Palermo | Tier IV       | 145.000       | gravel, buiten | Janette Husárová Michaëlla Krajicek        | Alice Canepa Giulia Gabba                 | 6-0, 6-0         | details       |
| 2007-07-16 | Int'nali Femminili di Palermo | Tier IV       | 145.000       | gravel, buiten | Marija Koryttseva Darija Koestova          | Alice Canepa Karin Knapp                  | 6-4, 6-1         | details       |
| 2008-07-07 | Int'nali Femminili di Palermo | Tier IV       | 145.000       | gravel, buiten | Sara Errani Nuria Llagostera Vives         | Alla Koedrjavtseva A Pavljoetsjenkova     | 2-6, 7-6, [10-4] | details       |
| 2009-07-13 | Int'nali Femminili di Palermo | International | 220.000       | gravel, buiten | Nuria Llagostera Vives MJ Martínez Sánchez | Marija Koryttseva Darija Koestova         | 6-1, 6-2         | details       |
| 2010-07-12 | Int'nali Femminili di Palermo | International | 220.000       | gravel, buiten | Alberta Brianti Sara Errani                | Jill Craybas Julia Görges                 | 6-4, 6-1         | details       |
| 2011-07-11 | Int'nali Femminili di Palermo | International | 220.000       | gravel, buiten | Sara Errani Roberta Vinci                  | Andrea Hlaváčková Klára Zakopalová        | 7-5, 6-1         | details       |
| 2012-07-09 | Italiacom Open                | International | 220.000       | gravel, buiten | Renata Voráčová B Záhlavová-Strýcová       | Darija Jurak Katalin Marosi               | 7-6, 6-4         | details       |
| 2013-07-08 | Italiacom Open                | International | 235.000       | gravel, buiten | Kristina Mladenovic Katarzyna Piter        | Karolína Plíšková Kristýna Plíšková       | 6-1, 5-7, [10-8] | details       |
| 2014–2018  | geen toernooi                 | geen toernooi | geen toernooi | geen toernooi  | geen toernooi                              | geen toernooi                             | geen toernooi    | geen toernooi |
| 2019-07-22 | Palermo Ladies Open           | International | 250.000       | gravel, buiten | Cornelia Lister Renata Voráčová            | Ekaterine Gorgodze Arantxa Rus            | 7-6, 6-2         | details       |
| 2020-08-03 | Palermo Ladies Open           | International | 202.250       | gravel, buiten | Arantxa Rus Tamara Zidanšek                | Elisabetta Cocciaretto Martina Trevisan   | 7-5, 7-5         | details       |
| 2021-07-19 | Palermo Ladies Open           | WTA 250       | 235.238       | gravel, buiten | Erin Routliffe Kimberley Zimmermann        | Natela Dzalamidze Kamilla Rachimova       | 7-6, 4-6, [10-4] | details       |
| 2022-07-18 | Palermo Ladies Open           | WTA 250       | 251.750       | gravel, buiten | Anna Bondár Kimberley Zimmermann           | Amina Ansjba Panna Udvardy                | 6-3, 6-2         | details       |
| 2023-07-17 | Palermo Ladies Open           | WTA 250       | 259.303       | gravel, buiten | Jana Sizikova Kimberley Zimmermann         | Angelica Moratelli Camilla Rosatello      | 6-2, 6-4         | details       |
| 2024-07-15 | Palermo Ladies Open           | WTA 250       | 267.082       | gravel, buiten | Aleksandra Panova Jana Sizikova            | Yvonne Cavallé Reimers Aurora Zantedeschi | 4-6, 6-3, [10-5] | details       |